# ヘルシンキ大学

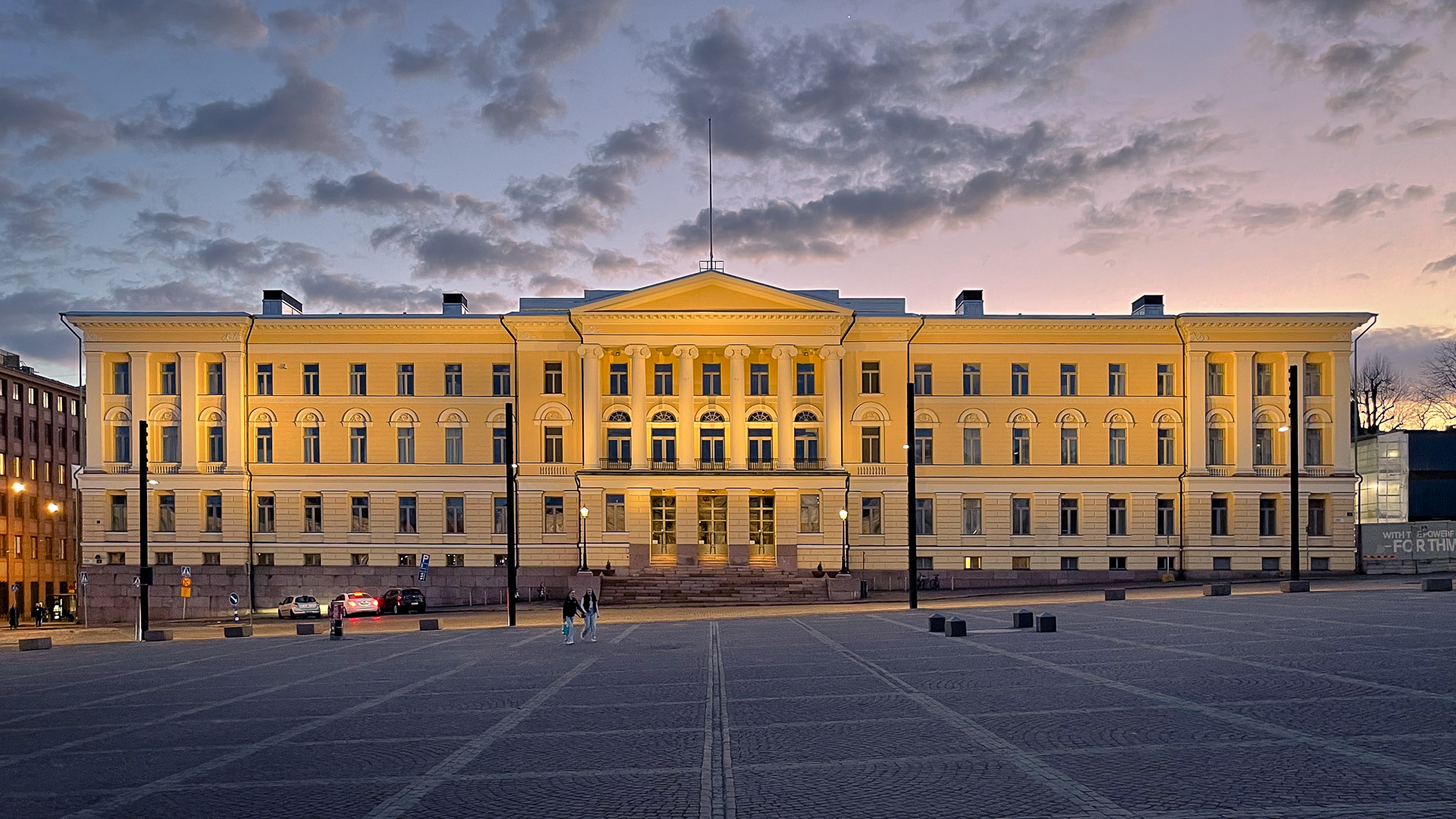
大学本館

ヘルシンキ大学（ヘルシンキだいがく フィンランド語: Helsingin yliopisto、スウェーデン語: Helsingfors universitet）は、フィンランドのヘルシンキにある大学。フィンランド最古にして最大の規模を誇り、広い範囲にわたる多くの履修プログラムを有する。国際大学ランキングでは、常に100位以内に位置している。略称はUH。
2022年時点の在籍数は大学院生1万673人を含めておよそ3万1000人、11学部と研究機関11件で単位を履修し学位を修める。
2005年8月1日よりボローニャ・プロセスと呼ばれるヨーロッパ規模の教育政策の基準を採用し、学士号、修士号、上級修士号及び博士号を授与している。
ヨーロッパ研究大学連盟（LERU）の創設を支えた名門であり、UNICA（欧州首都大学連盟）、ユトレヒト・ネットワーク、エウロペウム、北極大学、UNAエウローパの加盟校で、質の高い研究に重きを置いている。履修できる学位は学士号、修士号、上級修士号、博士号である。学位履修課程に入学するには、学士号の場合は通常、入学試験を受け、修士号および大学院の学位はそれまでに取得した学位の成績によって決まる。
授業は法律に従いフィンランド語とスウェーデン語の2言語で行われる。フィンランド国内ではスウェーデン語は公用語でありながら話者は少数派であり、大学でもフィンランド語話者が大多数である。修士、上級修士、博士課程では英語で行われる授業が多く、事実上、授業で第3言語として扱われてきた。
上述のように国境を越えた大学の多種の連携に参加し、また世界福祉に貢献する学府として国外からも財政支援が寄せられる。一例として、がん原遺伝子と乳がん治療の研究資金は2021年9月、アメリカ合衆国の国防総省から520万ドル（およそ440万ユーロ）の資金提供を認められた。
1883年に創立されたヘルシンキ大学男声合唱団は、シベリウスの大多数の男声合唱曲の初演にたずさわるなど、同国の合唱界を牽引しつづける団体の1つである。常任指揮者パシ・ヒュオッキは父の後を継いで2010年に就任した。海外公演および作曲家への委嘱活動も盛んに行っており、間宮芳生、湯浅譲二は同合唱団の日本公演のために作品を提供している。

## 歴史
スウェーデン統治下の1640年、スウェーデン女王クリスティーナによってトゥルクに王立オーボ・アカデミー（典: Åbo Kungliga Akademi、芬: Turun akatemia、英: The Royal Academy of Turku、オーブ大学）が設立された。フィンランドの旧首都トゥルク（芬: Turku、典: Åbo）に建ち、フィンランド最古の大学である。
1809年、フィンランドがロシア帝国下のフィンランド大公国となると、トゥルク帝国アカデミー（英: Imperial Academy of Turku、帝国トゥルクアカデミー）と改称される。所在地のトゥルクは1812年に首都の座をヘルシンキに譲っており、1827年の大火に被災した同学は首都への転出を決めるとロシア皇帝アレクサンドル1世に支援された。この時に、大学名をフィンランド・アレクサンドル帝国大学に改称した。
1917年、フィンランド独立と共に名称は現在のヘルシンキ大学となった。

## キャンパス
ヘルシンキ大学は４つのメイン・キャンパスを構える。
- 市中央キャンパス（英語:City Centre Campus）
大学本部。工学、法学、人文学、行動科学、社会科学の各学部を有する。ヘルシンキ大学中央図書館はフィンランド国立図書館を兼ねている。
- クンプラ・キャンパス（英語:Kumpula Campus）
化学、計算機科学、数学・統計学、物理学、地理学、地質学の各学部を有する。
- メイラハティ・キャンパス（英語:Meilahti Campus）
医学の一学部のみ。
- ヴィーッキ・キャンパス（英語:Viikki Campus）
農学、生物科学、薬学、獣医学、生物工学の各学部を有する。

## 著名な卒業生
- アドルフ・エリク・ノルデンショルド - 鉱山学者、探検家
- ロルフ・ネヴァンリンナ - 数学者
- ラース・アールフォース - 数学者
- エリアス・リョンロート - 医学者
- ウルホ・ケッコネン - 政治家・大統領
- マッティ・ヴァンハネン - 政治家、元フィンランド共和国首相（第61代）
- アルトゥーリ・ヴィルタネン - 化学者
- ヤーッコ・ヒンティッカ - 哲学者
- ミカ・ワルタリ - 作家
- ユホ・クスティ・パーシキヴィ - 政治家・首相/大統領
- タルヤ・ハロネン - 政治家・フィンランド大統領
- マリ・キビニエミ  - 政治家・フィンランド首相
- リーナス・トーバルズ - Linuxカーネルを開発
- ジャン・シベリウス - 作曲家
- グスターフ・ラムステッド - 言語学者・フィンランド初代駐日公使
- ヘンカ・ブラックスミス - ベーシスト (チルドレン・オブ・ボドム)
- ヴィレ・フリマン - ギタリスト (インソムニウム)
- リスト・リュティ - 政治家・フィンランド大統領/首相、弁護士、銀行家
- アンネリ・ヤーテンマキ - 政治家・首相

### 注
1. ↑  頭字語UNICA の正式名は「Institutional Network of the Universities from the Capitals of Europe」。
2. ↑  公式ウェブサイト（英語）閲覧は2024年12月5日時点。